# Pisuviricota
Pisuviricota — тип РНК-вирусов, который включает все вирусы с положительной и двухцепочечной РНК, инфицирующие эукариоты и не принадлежащие к типам Kitrinoviricota, Lenarviricota или Duplornaviricota. Название группы представляет собой слоговую аббревиатуру от « pi cornavirus supergroup» с суффиксом -viricota, указывающим на тип вируса. Филогенетический анализ предполагает, что Birnaviridae и Permutotetraviridae, которые в настоящее время не относятся к типу Orthornavirae, также принадлежат к этому типу и что обе являются сестринскими группами. Другое предлагаемое семейство этого типа — неназначенные Polymycoviridae в Riboviria.

## Классы

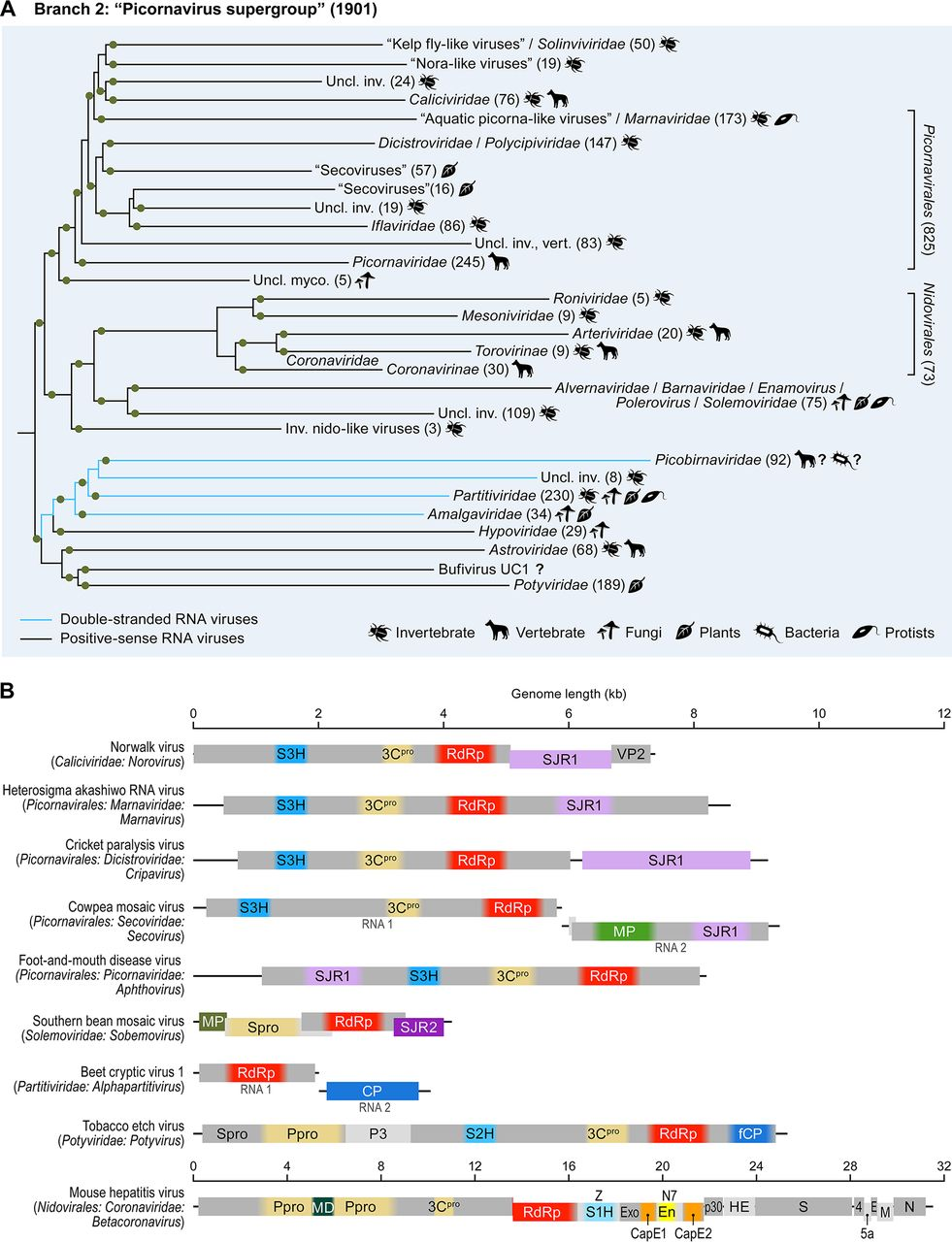
Филогенетическое древо Pisuviricota (вверху), геном различных представителей и основные консервативные белки (внизу)

Признаются следующие классы:
- Duplopiviricetes
- Pisoniviricetes
- Stelpaviricetes